# Дивизия Вердье (Первая империя)
Пехотная дивизия Вердье (фр. Division d'infanterie de Verdier) — пехотная дивизия Франции периода наполеоновских войн.
Дивизия была сформирована по приказу Наполеона 5 мая 1807 года.
Отличилась на последнем этапе войне против России и Пруссии в 1807 году. Покрыла себя славой в сражениях при Гейльсберге и Фридланде.
Расформирована 11 ноября 1807 года. Полки лёгкой пехоты получили приказ вернуться в Париж, а линейные присоединились к дивизии Сент-Илера. Артиллерия дивизии отправилась в Майнц.

## Организация дивизии
На июнь 1807 года:
- 1-я бригада (командир – бригадный генерал Доминик Ведель)
  - 2-й полк лёгкой пехоты (командир – полковник Мишель Брайе)
  - 12-й полк лёгкой пехоты (командир – полковник Жан-Батист Жанен)
  - 2-й пехотный полк муниципальной гвардии Парижа (командир – полковник Жан Рабб)
- 2-я бригада (командир – бригадный генерал Жан Арисп)
  - 72-й полк линейной пехоты (командир – полковник Флорантен Фикатье)

- 3-я бригада (командир – бригадный генерал Жан Шрамм)
  - 3-й полк линейной пехоты (командир – полковник Лоран Шобер)
    - Всего: 8 батальонов, 5685 человек и 16 орудий[2][3][4].

## Подчинение и номер дивизии
- 2-я пехотная дивизия резервного корпуса Великой Армии.

## Командование дивизии

### Командиры дивизии
- дивизионный генерал Жан Вердье (5 мая 1807 – 11 ноября 1807)

### Начальники штаба дивизии
- полковник штаба Пьер Сикар (5 мая 1807 – 10 июня 1807)

## Награждённые

### Комманданы ордена Почётного легиона
- Доминик Ведель, 14 мая 1807 – бригадный генерал, командир 1-й бригады
- Жан Шрамм, 29 мая 1807 – бригадный генерал, командир 3-й бригад

### Кавалеры саксонского военного ордена Святого Генриха
- Жан Шрамм, 21 июля 1807 года – бригадный генерал, командир 3-й бригады

### Кавалеры вюртембергского ордена «За военные заслуги»
- Жан Шрамм, 29 июня 1807 года – бригадный генерал, командир 3-й бригады